# Lucero
Lucero (născută Lucero Hogaza León pe 29 august 1969), este o actriță, cântăreață și prezentatoare mexicană.

## Telenovele
- 2012: "'Por Ella Soy Eva"'(2012) - Helena Moreno Romero (rol principal) *2010: Soy Tu Dueña  (2010) - Valentina Villalba... (Rol principal)
- 2008: Mañana Es Para Siempre (2008-2009) - Barbara Greco de Elizalde... (Main Villain)
- 2005: Alborada (2005-2006) - Maria Hipolita Diaz De Guzman... Rol principal
- 2000: Mi Destino Eres Tú - Andrea San Vicente... Rol principal
- 1995: Lazos de Amor - Maria Guadalupe Salas (Rol principal), Maria Fernanda Rivas Iturbe (Rol principal), Maria Paula Rivas Iturbe (Main Villain), Laura Iturbe (Rol mic)
- 1993: Los Parientes Pobres  - Margarita Santos... Rol principal
- 1990: Cuando llega el Amor  - Isabel Contreras... Rol principal
- 1982: Chispita  - Chispita (Isabel)